# Mục Phu

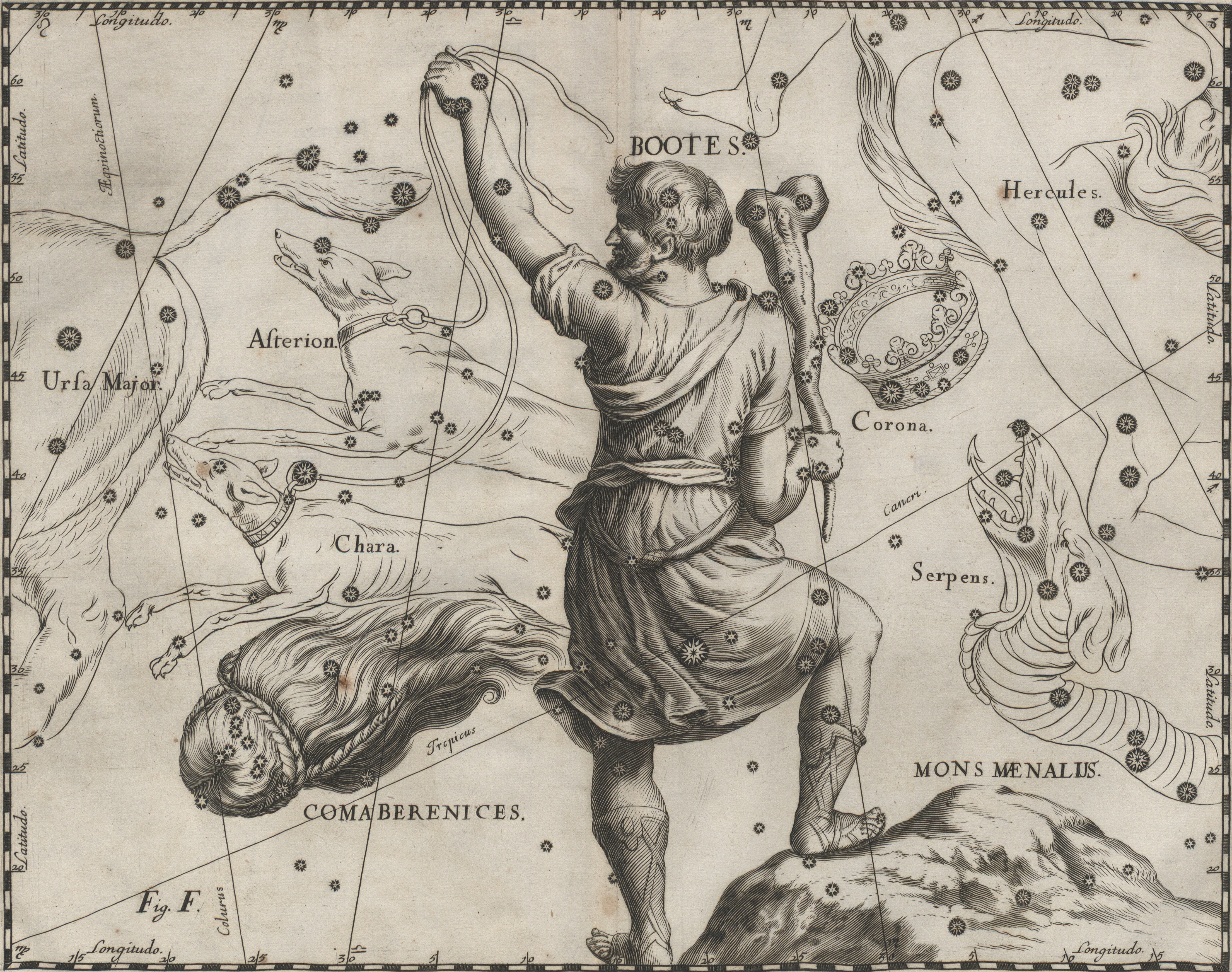
Hình ảnh vẽ cddieeenr về chòm Mục Phu

Chòm sao Mục Phu 牧夫 (hay Boötes) là một chòm sao ở phía Bắc, cái tên của nó xuất phát từ tiếng Hy Lạp, có nghĩa là "người chăn bò" hay "người cày ruộng". Boötes là một trong 48 chòm sao cổ điển của Ptolemy cũng như là một trong 88 chòm sao hiện đại. Nó có chứa vì sao sáng thứ 4 trên bầu trời, Sao Đại Giác. Nó cũng là ngôi nhà của nhiều sao sáng khác, bao gồm 8 sao từ độ sáng thứ 4 trở lên, và thêm vào 21 sao trên độ sáng thứ 5, tổng cộng có khoảng 29 sao có thể thấy bằng mắt thường.

## Truyền thuyết
Trong thần thoại, có thể Bootes đại diện cho một người thợ cày. Hai con chó của ông, Chara và Asterion được đại diện bởi chòm sao Canes Venetici (Lạp Khuyển, chó săn) đã điều khiển chiếc xe bò giữ cho các bánh xe luôn quay trên bâu trời. Nhưng cũng có thể Bootes là người  đã phát minh ra cái cày. Điều này đã khiến Ceres - nữ thần nông nghiệp - hài lòng, nữ thần nông nghiệp đã xin thần Jupiter đưa Bootes lên trời vĩnh viễn như là một phần thưởng. Ngoài ra còn có phiên bản khác cho rằng Bootes  là một trong những người nắm giữ  trọng lượng của thế giới khi  nó đang  quay trên trục, hoặc có thể là một người hầu cận của Hercules.

## Thiên thể
Các thiên thể đáng quan tâm
- Sao đôi Pulcherrima
- Cách Trái Đất 36.7 năm ánh sáng (khá gần), Arcturus, hay Alpha Boötis, là ngôi sao sáng nhất trong chòm sao Mục Phu và cũng là ngôi sao sáng thứ tư trên bầu trời đêm (sau sao Thiên Lang (Sirius), Canopus và Alpha Centauri) ở độ sáng -0.05. Nó cũng là ngôi sao sáng nhất ở phía bắc của xích đạo bầu trời, sáng hơn Sao Chức Nữ (Vega) và Capella một chút. Cái tên Arcturus xuất phát từ tiếng Hy Lạp có nghĩa là người bảo vệ gấu. Đây là một ngôi sao khổng lồ cam, đã già và cạn kiệt nguồn cung cấp hydro trong lõi và đang trong quá trình đốt cháy lớp vỏ hydro, nó đang ngày càng mở rộng và đã gấp 27 lần bán kính Mặt Trời, tỏa sáng gấp 133 lần độ sáng Mặt Trời.
- Chòm sao Mục Phu không chứa các cụm sao mở và tinh vân, thay vào đó nó có cụm sao cầu sáng và nhiều thiên hà mờ. Chỉ có thể thấy bằng các kính thiên văn lớn cụm sao cầu NGC 5466 chỉ cách sao Arcturus khoảng độ rộng một nắm tay (10 độ). Cụm sao lớp 12, ở độ sáng 9.1 này được khám phá năm 1784 bởi nhà thiên văn học William Herschel và quả thực là một sự thách thức đẹp.
- Thiên hà xoắn ốc NGC 5248 (độ sáng 10) là một phần của nhóm thiên hà Xử Nữ, có thể cách Trái Đất đến 50 triệu năm ánh sáng. Nó là một kiểu thiên hà xoắn ốc hoàn mỹ có thể chỉ cho ta thấy cấu trúc của các thiên hà xoắn ốc thường thấy trong các bức ảnh. Nó còn được gọi Caldwell 45.
- Khoảng trống Boötes , một khoảng trống cô đơn nhất trong vũ trụ